# Громковский, Андрей Владимирович
Андрей Владимирович Громковский (род. 8 июня 1983, Москва) — генеральный директор UFC Евразия, вице-президент UFC (Ultimate Fighting Championship), продюсер, психолог и executive-коуч.
Известен как медиаменеджер, запустивший множество успешных медийных проектов в области кино, телевидения и цифровых медиа — региональный филиал крупнейшей лиги смешанных единоборств UFC (Ultimate Fighting Challenge), региональную версию международного юмористического телеканала Comedy Central под брендом Paramount Comedy, один из первых в мире киноканалов семейства Paramount Channel, участвовал в производстве и выпуске фильмов Тимура Бекмамбетова и выступил продюсером нескольких крупнобюджетных сериалов для федеральных телеканалов. Является экспертом в области медиа и технологий, выступает на крупнейших медиа и технологических конференциях.

## Биография
Родился 8 июня 1983 года в Москве, СССР.
В 2004 году окончил Высшую Школу Экономики, кафедру международной политики и международных отношений факультета «Прикладная политология».
Начиная с 2004 года занимал руководящие должности в крупных российских медиакомпаниях, где отвечал за стратегическое и организационное развитие. Помимо этого, г-н Громковский выступил в качестве продюсера нескольких сериалов и фильмов для крупнейших российских телевизионных каналов. В течение многих лет являлся консультантом крупных инвесторов на российском медиарынке. Г-н Громковский является признанным экспертом в области построения успешных медийных компаний и управления активами в сфере медиа и спорта.
C октября 2009 по 2012 год являлся исполнительным директором группы компаний Bazelevs Тимура Бекмамбетова. В феврале 2012 года запустил телеканал Paramount Comedy в России, который является российской версией международного канала Comedy Central, входящего в медиа корпорацию ViacomCBS. В 2014 году запустил телеканал Paramount Channel и с января 2014 года назначен руководителем каналов развлекательного вещания Viacom International Media Networks в России, СНГ, Украине и странах Балтии.
С февраля 2015 года по май 2018 года занимал должность управляющего директора медиа компании 20th Century Fox Home Entertainment в России и странах СНГ, где управлял дистрибуцией контента в цифровом формате и на физических носителях.
С мая 2018 года — Вице-президент по России и СНГ крупнейшей в мире лиге смешанных единоборств и одного из крупнейших коммерческих спортивных брендов в мире — Ultimate Fighting Championship (UFC). В различных СМИ часто упоминается в качестве «ставленника либеральной башни Кремля» из-за семейных связей с председателем Центрального Банка РФ Э. З. Набиуллиной, ректором Высшей Школы Экономики Я. И. Кузьминовым и председателем Счётной Палаты РФ А. Л. Кудриным.
Лауреат премии Высшей школы экономики HSE Alumni Awards 2015 в номинации «Частный бизнес». Лауреат премии «Друзья Большого Спорта» в номинации «Бизнесмен года». В 2019 был включен в «Большую книгу российского спорта и спортивной индустрии» наряду с Шамилем Тарпищевым и Владиславом Третьяком.
В 2020 году стал лауреатом крупнейших премий в области спортивного менеджмента — премии MarSpo Awards в номинации «Персона года» и премии «Спорт и Россия» за личный вклад в развитие и популяризацию смешанных единоборств в России.
В последние годы получил степень магистра психологии Высшей Школы Экономики и совмещает работу топ-менеджера с практикой психолога и executive коуча.
Автор множества статей, заметок и инициатив в области развития медиарынка, цифровой дистрибуции контента, развития спортивной отрасли. Ведёт собственный телеграм-канал.

### Статьи
- Директором по маркетингу Медиахолдинга Эксперт назначен Андрей Громковский — Advertology.Ru
- Директором по маркетингу Медиахолдинга Эксперт назначен Андрей Громковский — Sostav.Ru
- Leningrad | Prime Focus

### Упоминания в прессе
- UFC впервые проведет турнир в России
- «Дочка» НМГ и «Ростелекома» получила эксклюзивные права на показ боев UFC
- Спецоперация без правил
- Вторые «Елки» выпустят в формате 3D Lenta.ru
- Директором по маркетингу Медиахолдинга Эксперт назначен Андрей Громковский Sostav.Ru
- Чистка по запросу Ведомости
- VIMN и «Ростелеком» запустят Paramount Channel в России